# Aleksander Rosner
Aleksander Rosner (ur. 26 lutego 1867 w Krakowie, zm. 6 stycznia 1930 w Krynicy) – polski lekarz ginekolog i położnik.

## Życiorys
Syn Antoniego Rosnera i Amelii Ohrenstein (1844–1910). Ukończył III Gimnazjum im. króla Jana III Sobieskiego w Krakowie i studia na Collegium Medicum Uniwersytetu Jagiellońskiego. Był asystentem profesorów Rydygiera, Madurowicza i Jordana. Kształcił się z ginekologii we Francji, Anglii i w Niemczech. W 1895 habilitował się na UJ. W 1899 został profesorem i kierownikiem szkoły położnych. W 1902 został profesorem Uniwersytetu Jagiellońskiego. Po śmierci prof. Jordana w 1907 został szefem katedry położnictwa na UJ i kliniki położnictwa. 
Uważany za jednego z twórców polskiej ginekologii. Prowadził pionierskie prace z zakresu embriologii, histologii i fizjologii narządu rodnego (wpływ czynników neurohormonalnych i genetycznych na rozwój i czynności tego narządu). W 1928 otrzymał 100 mg  radu w darze od Marii Skłodowskiej-Curie i jako pierwszy w Polsce zastosował rad w leczeniu nowotworów.
Na początku 1922 został członkiem honorowym Towarzystwa Lekarskiego w Krakowie (prócz niego wybrany został Stanisław Ciechanowski). 11 listopada 1937, pośmiertnie został odznaczony Krzyżem Komandorskim Orderu Odrodzenia Polski.
Został pochowany w grobowcu rodzinnym na cmentarzu Rakowickim w Krakowie (kwatera VIII-płd-zach-narożnik).
Jego uczniem i asystentem był January Zubrzycki.